# Coppo di Marcovaldo

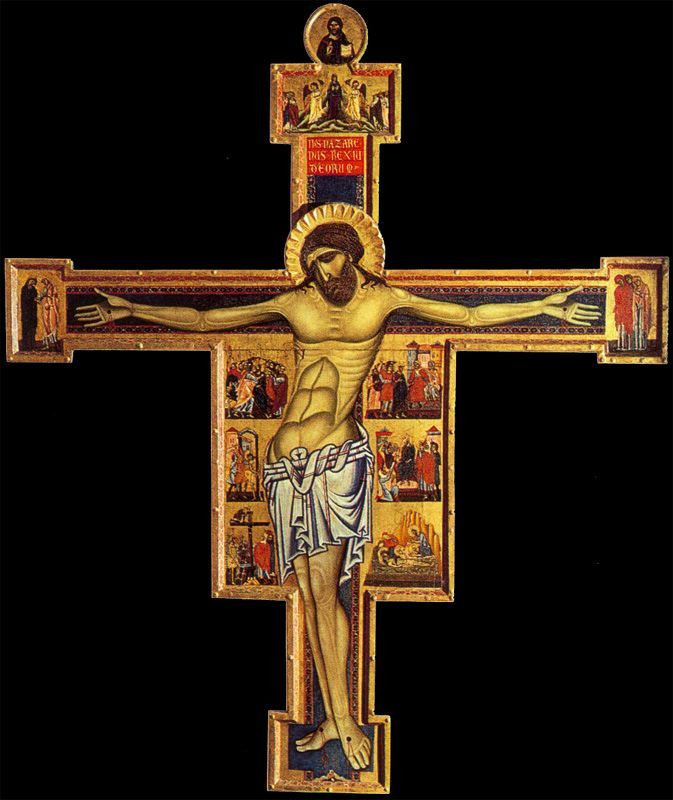
Coppo di Marcovaldo, Crocifisso di San Gimignano, Pinacoteca civica

Coppo di Marcovaldo (Firenze, 1225 circa – 1276 circa) è stato un pittore italiano, una delle figure più eminenti della pittura toscana del XIII secolo, il più importante a Firenze prima di Cimabue ed uno dei pochi maestri duecenteschi del quale si conosca il nome.

## Biografia e opere
Originario del Popolo di San Lorenzo a Firenze, dovrebbe essere nato tra il 1225 e il 1230: quando nel 1274 risulta registrato a Pistoia, al lavoro col figlio Salerno, deve infatti avere circa cinquant'anni.
La tavola conservata al Museo di San Casciano di San Casciano in Val di Pesa, San Michele Arcangelo e storie della sua leggenda è attribuita dalla critica recente a Coppo e sarebbe la sua opera più antica, eseguita a tempera con argentature a mecca indicativamente tra il 1255 e il 1260.
Nel 1260 partecipò alla battaglia di Montaperti, dove venne catturato dai senesi, come risulta da un elenco di prigionieri tenuti in Siena. Per riscattarsi dipinse una grande Maestà, la Madonna del Bordone, che firmò e datò 1261. Questa è l'unica sua opera certa, destinata alla chiesa di Santa Maria dei Servi a Siena dove si trova tuttora. A causa di questa sua presenza a Siena venne in passato equivocato come appartenente alla scuola senese. La tavola venne ritoccata alcuni decenni dopo da un artista senese, ma grazie a radiografie, è stato possibile leggere lo strato sottostante, confermando uno dei tratti salienti della pittura di Coppo, cioè l'uso di pennellate pastose poco sfumate, quasi tratteggiate. Questo modo di dipingere appartiene alla corrente di Giunta Pisano e prevedeva forti contrasti di chiaro scuro tramite la contrapposizione di ombre e lumeggiature con pochissime sfumature. A differenza della concentrata astrazione di opere come quelle di Margaritone d'Arezzo, il Bambino nella Madonna di Coppo guarda teneramente la madre, un gesto che umanizza la divinità, ma che simboleggia anche la trepidazione con la quale Dio (il Bambino) guarda alla Chiesa (l'Ecclesia simboleggiata dalla Madonna). Notevoli sono le lumeggiature dorate dei panneggi, che creano un senso del volume del corpo al di sotto delle vesti.
A Siena stette alcuni anni, dipingendo anche il Crocifisso poi destinato a San Gimignano.
Un'opera simile, non univocamente attribuita a Coppo, è la Madonna col Bambino già nella chiesa di Santa Maria dei Servi di Orvieto (oggi nel Museo dell'Opera del Duomo), dove è evidente una maggiore energia in alcuni dettagli, come le striature dorate più evidenti, la curvatura dello schienale della Madonna più ampia, quasi a creare una quinta. Inoltre la posa è leggermente differente con la Madonna di poco più arcuata per il movimento "irrequieto" delle gambe del Bambino.
Nel 1265 è documentato come proprietario di una casa in Borgo San Lorenzo a Firenze e quello stesso anno risulta attivo a Pistoia, dove affrescò la cappella di San Jacopo nel Duomo, opera non più esistente (pagamenti documentati nel 1265 e 1269). 

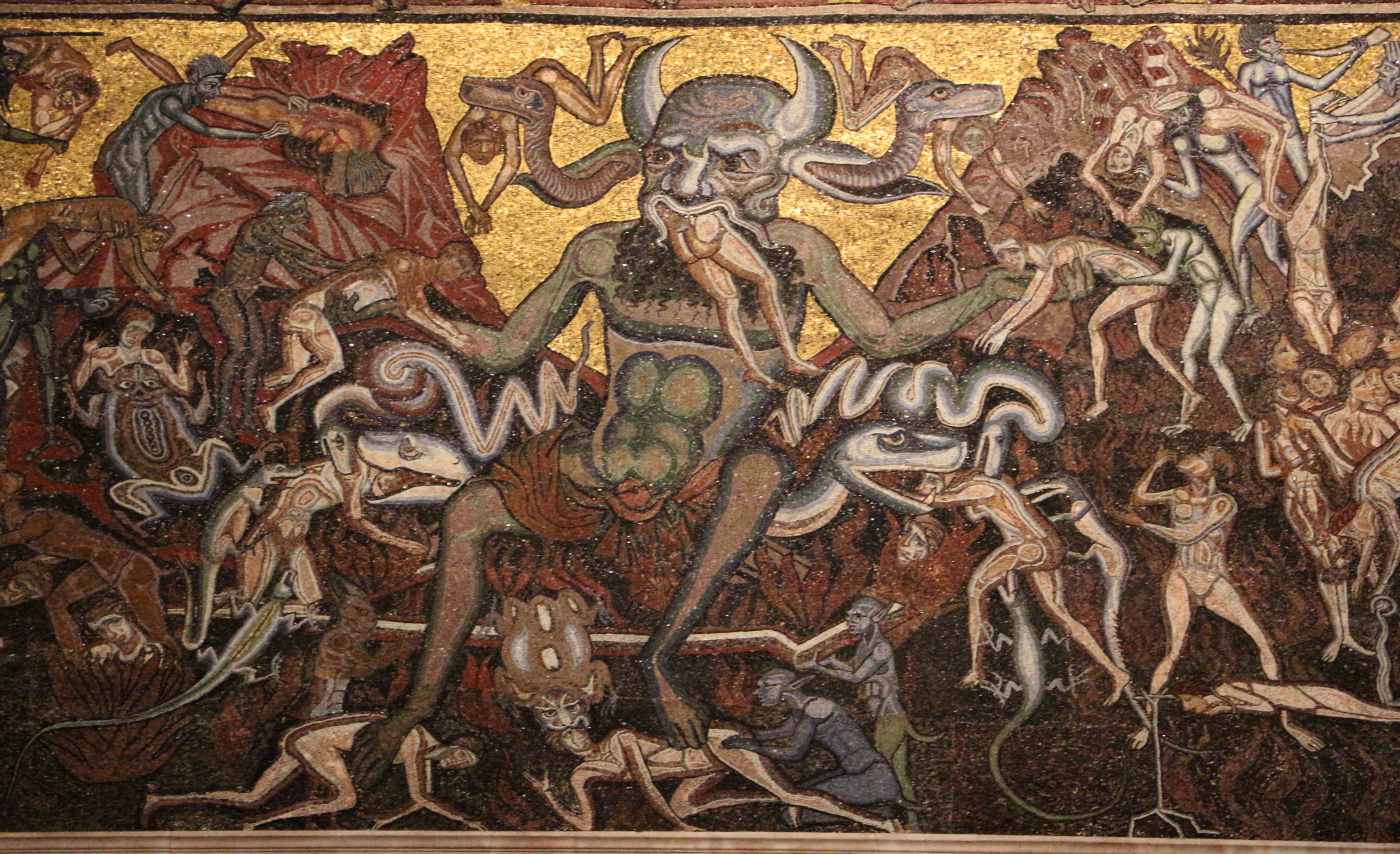
Coppo di Marcovaldo, Giudizio Universale (Inferno), Firenze, Battistero di San Giovanni

Coppo prese parte alla straordinaria decorazione musiva del Battistero di Firenze realizzando alcuni cartoni. A lui è assegnato il visionario Giudizio finale in particolare per la parte che riguarda l'Inferno, databile tra il 1260 e il 1270 circa; la presenza di campiture di colore applicate a striature ricorda in particolar modo lo stile di Coppo. Il mosaico estremamente ricco, dal punto di vista iconografico è indubbiamente innovativo e va senz'altro citato tra i capolavori del XIII secolo. A questa visione si ispirò probabilmente Dante Alighieri per la descrizione di qualche scena dell'Inferno. In epoca contemporanea il mosaico dell'Inferno di Coppo ispirò la monumentale Apocalisse eseguita dall'artista milanese Enrico Baj tra il 1978 e il 1983.
Nel 1274 il figlio Salerno si trovava in carcere a Pistoia, e l'arciprete e i canonici della cattedrale presentarono domanda al Consiglio del Popolo affinché potesse uscire pagandosi la multa sostitutiva della pena con il salario ottenuto per alcuni lavori assieme al padre; segue un elenco di cinque lavori: la Croce tuttora in loco e altre quattro perdute, ovvero un altro Crocifisso per il coro, due tavole con la Madonna e San Giovanni, una scultura di San Michele per l'omonima cappella.
Nel 1276 l'ultimo documento riguardo Coppo, un pagamento per la pittura di un "solarium" sopra l'altare e il coro della cattedrale pistoiese, opera di cui si è persa ogni traccia.
Nella difficoltà di formulate attribuzioni certe alla pittura duecentesca, così legata a modelli fissi, molti lavori sono stati attribuiti a Coppo, uno dei pochi nomi legati a un catalogo di opere. Oggi si tende a sfrondare tali attribuzioni incerte o con scarso seguito, approcciandosi alla materia con più cautela.

## Opere certe
- Madonna del Bordone, firmata, 1261, chiesa di Santa Maria dei Servi, Siena
- Crocifisso di San Gimignano, Pinacoteca civica di San Gimignano, opera unanimemente attribuita a Coppo di Marcovaldo
- Crocifisso di San Zeno, cattedrale di San Zeno, Pistoia, col figlio Salerno di Coppo

## Opere attribuite
- Storie inferiori del San Francesco Bardi, forse sua opera giovanile, Firenze, basilica di Santa Croce, cappella Bardi
- San Michele Arcangelo e storie della sua leggenda, 1250-1260 circa, Museo di San Casciano, San Casciano in Val di Pesa, tempera su tavola, proveniente dalla chiesa di Sant'Angelo a Vico l'Abate
- Maestà di Orvieto, 1270 circa, chiesa di Santa Maria dei Servi, Orvieto (opera attribuita anche al figlio di Coppo di Marcovaldo Salerno di Coppo)
- Inferno, mosaici del battistero di Firenze
- San Francesco, affresco frammentario nella chiesa di San Francesco a Pistoia
- Volto di Cristo, Pesaro, collezione privata
- Maestà, forse di un artista vicino a Coppo, Museo Pushkin, Mosca

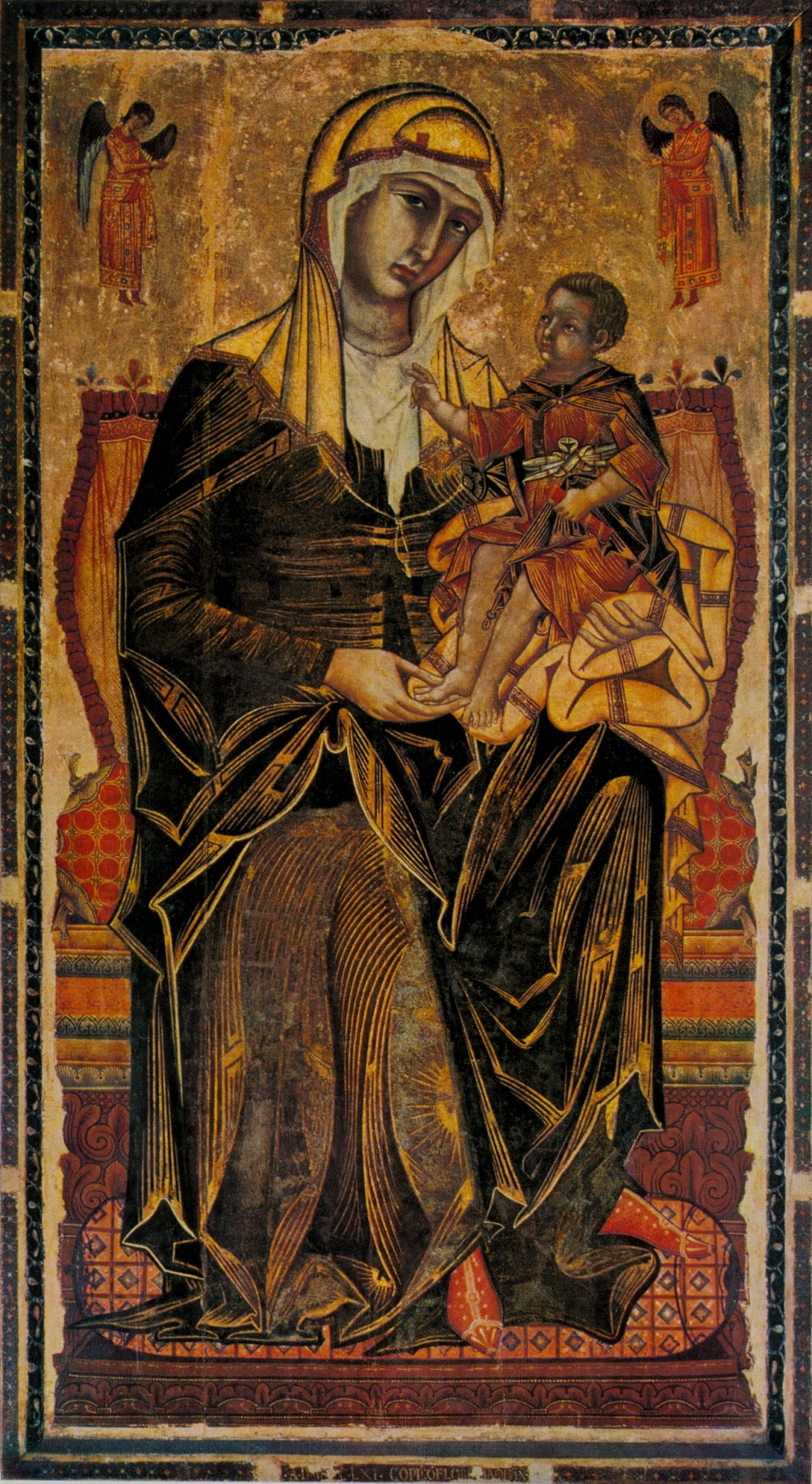
La Madonna del Bordone, Siena
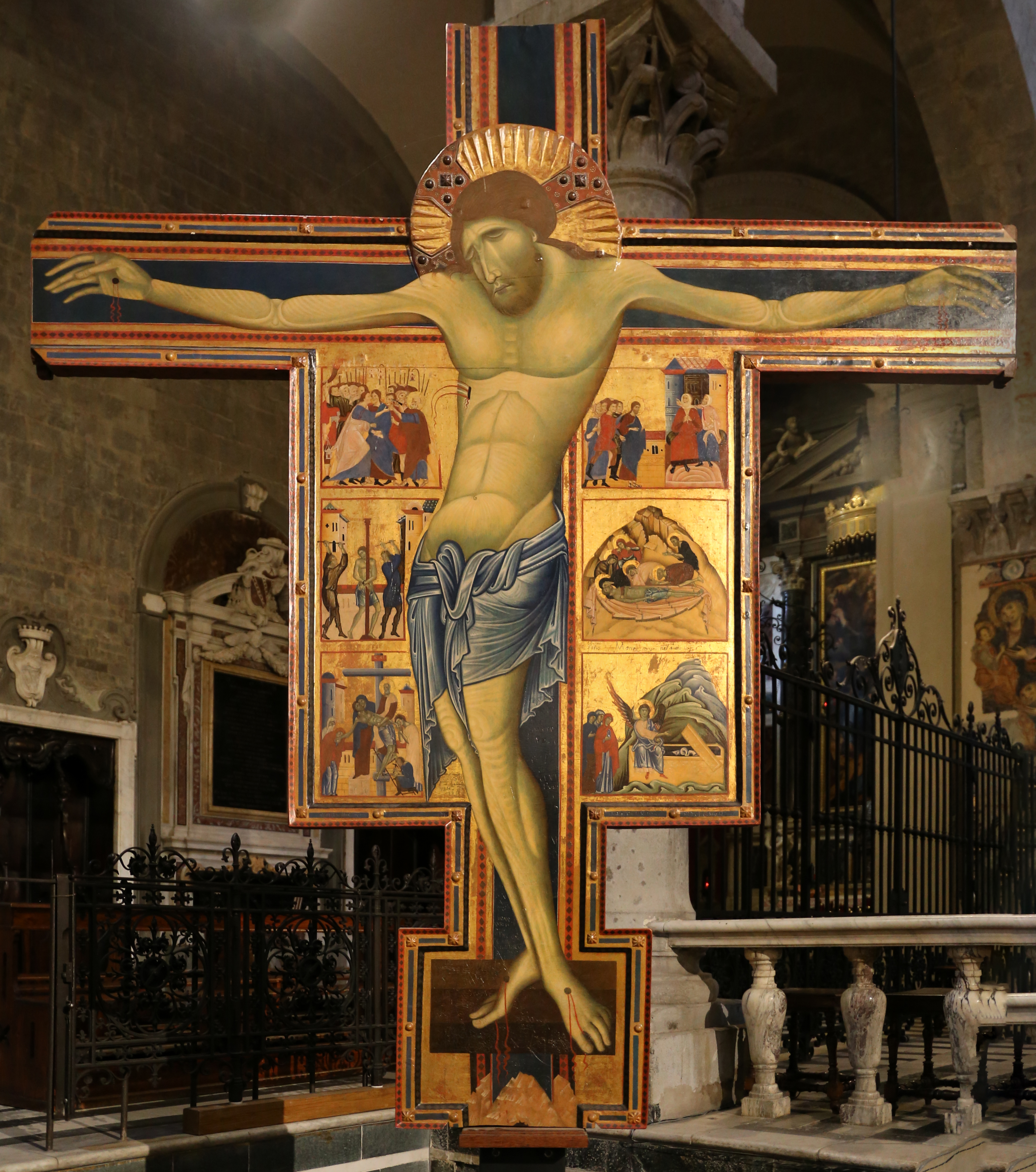
Il Crocifisso di San Zeno, Pistoia
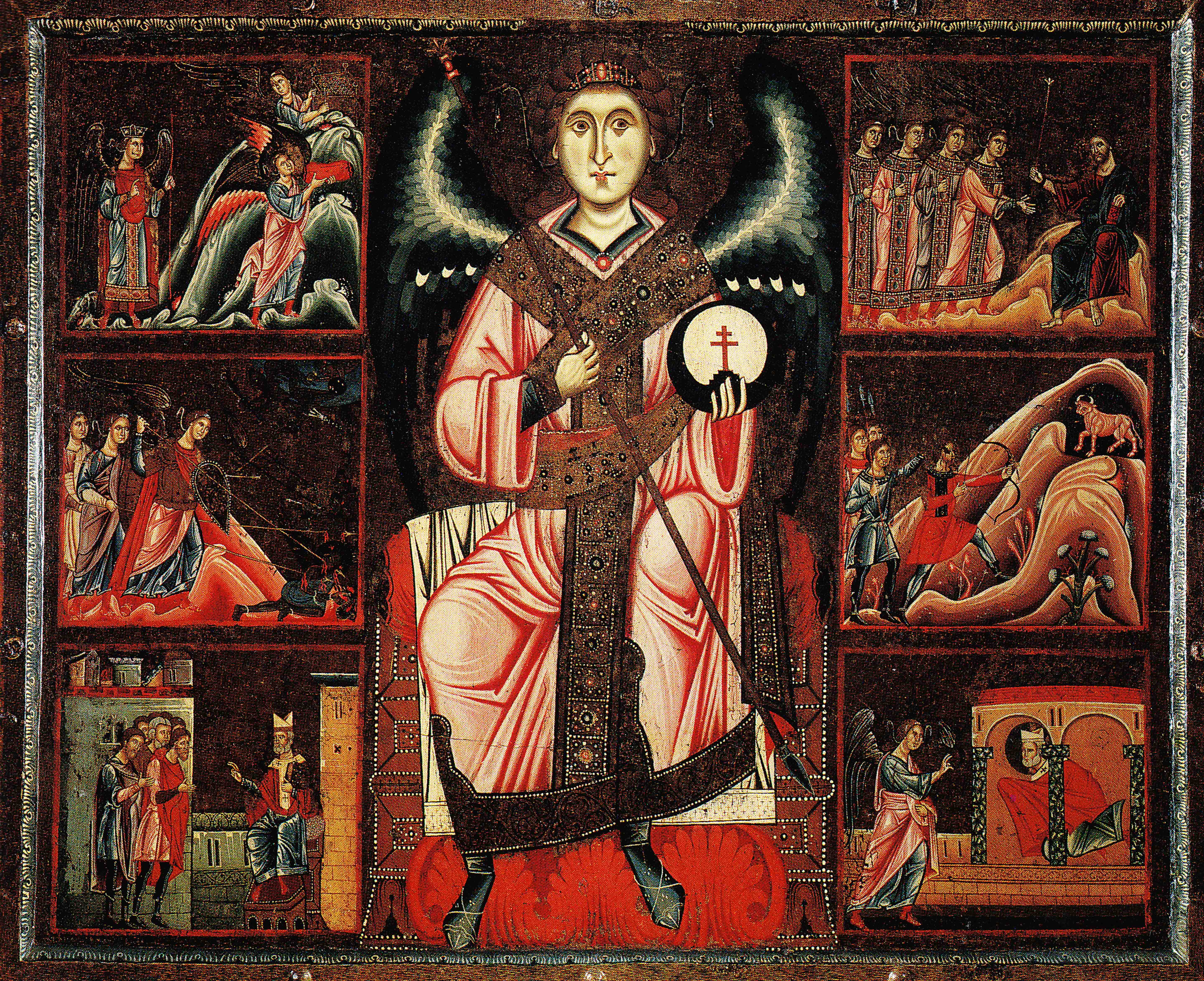
San Michele arcangelo e storie della sua leggenda, Museo di Arte Sacra, San Casciano Val di Pesa
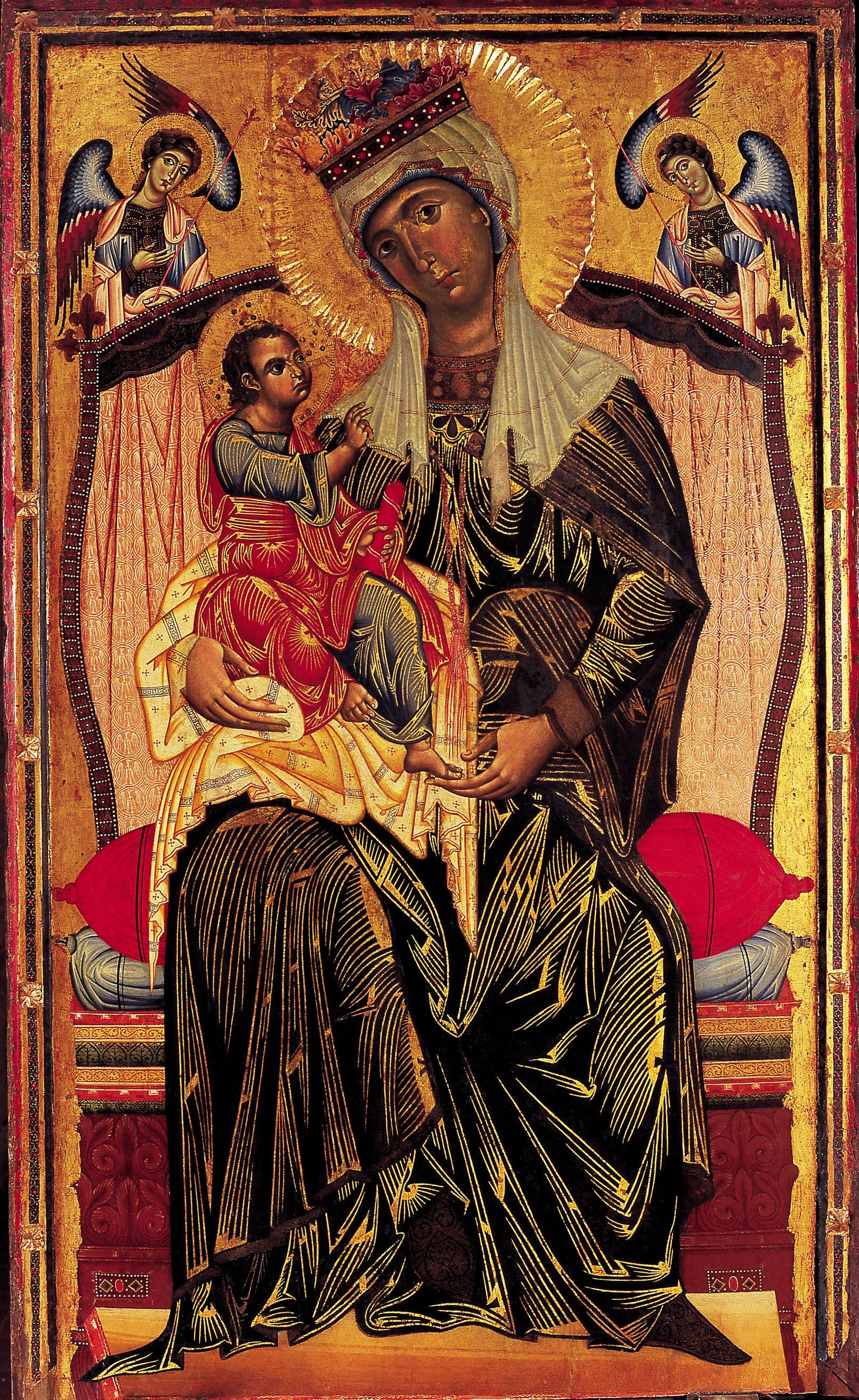
La Madonna col Bambino di Orvieto

## Opere già attribuite a Coppo di Marcovaldo
- Madonna reliquiario di Santa Maria Maggiore, di autore anonimo, chiesa di Santa Maria Maggiore, Firenze
- San Francesco Bardi, del Maestro del San Francesco Bardi, Santa Croce, Firenze
- Madonna del Popolo, del Maestro della Madonna del Carmine, basilica di Santa Maria del Carmine, Firenze